# Quận Harrison, Kentucky
Quận Harrison là một quận thuộc tiểu bang Kentucky, Hoa Kỳ.
Quận này được đặt tên theo Benjamin Harrison. Theo điều tra dân số của Cục điều tra dân số Hoa Kỳ năm 2000, quận có dân số 17.983 người. Quận lỵ đóng ở Cynthiana6.

## Địa lý
Theo Cục điều tra dân số Hoa Kỳ, quận có diện tích 803 km2, trong đó không có diện tích đáng kể là diện tích mặt nước.